# Romblonella elysii
Romblonella elysii är en myrart som först beskrevs av Mann 1919.  Romblonella elysii ingår i släktet Romblonella och familjen myror. Inga underarter finns listade i Catalogue of Life.